# Pallavolo alla XXX Universiade - Torneo femminile
Il torneo femminile di pallavolo alla XXX Universiade si è svolto dal 5 al 12 luglio 2019 ad Ariano Irpino, Benevento, Eboli e Nocera Inferiore, in Italia, durante la XXX Universiade: al torneo hanno partecipato sedici squadre nazionali e la vittoria finale è andata per la quinta volta, la quarta consecutiva, alla Russia.

## Impianti
|                                                                                |                                                                  |                                                             |
|                                                                                |                                                                  |                                                             |
| Palazzetto dello Sport Città: Ariano Irpino Capienza: 1 742 Anno d'apertura: - | PalaTedeschi Città: Benevento Capienza: 3 420 Anno d'apertura: - | PalaSele Città: Eboli Capienza: 8 000 Anno d'apertura: 2001 |

|                                                                         |  |  |
|                                                                         |  |  |
| PalaCoscioni Città: Nocera Inferiore Capienza: 1 352 Anno d'apertura: - |  |  |

## Regolamento

### Formula
Le squadre hanno disputato una prima fase a gironi con formula del girone all'italiana; al termine della prima fase:
- Le prime due classificate di ogni girone hanno acceduto alla fase finale per il primo, strutturata in quarti di finale, semifinali, finale per il terzo posto e finale.
- Le quattro eliminate ai quarti di finale della fase finale per il primo posto hanno acceduto alla fase finale per il quinto posto, strutturata in semifinali, finale per il settimo posto e finale per il quinto posto.
- Le ultime due classificate di ogni girone hanno acceduto alla fase finale per il nono posto, strutturata in quarti di finale, semifinali, finale per l'undicesimo posto e finale per il nono posto.
- Le quattro eliminate ai quarti di finale della fase finale per il nono posto hanno acceduto alla fase finale per il tredicesimo posto, strutturata in semifinali, finale per il quindicesimo posto e finale per il tredicesimo posto.

### Criteri di classifica
Se il risultato finale è stato di 3-0 o 3-1 sono stati assegnati 3 punti alla squadra vincente e 0 a quella sconfitta, se il risultato finale è stato di 3-2 sono stati assegnati 2 punti alla squadra vincente e 1 a quella sconfitta.
L'ordine del posizionamento in classifica è stato definito in base a:
- Numero di partite vinte;
- Punti;
- Ratio dei set vinti/persi;
- Ratio dei punti realizzati/subiti;
- Risultati degli scontri diretti.

## Squadre partecipanti
| Squadra       | Qualificazione           | Ultima partecipazione |
| ------------- | ------------------------ | --------------------- |
| Argentina     | Wild card                | Taipei 2017           |
| Brasile       | Wild card                | Taipei 2017           |
| Canada        | Wild card                | Taipei 2017           |
| Cina          | Wild card                | Gwangju 2015          |
| Germania      | Wild card                | Debutto               |
| Giappone      | 2ª alla XXIX Universiade | Taipei 2017           |
| Italia        | Paese organizzatore      | Shenzhen 2011         |
| Messico       | Wild card                | Taipei 2017           |
| Rep. Ceca     | Wild card                | Taipei 2017           |
| Russia        | 1ª alla XXIX Universiade | Taipei 2017           |
| Stati Uniti   | Wild card                | Taipei 2017           |
| Svizzera      | Wild card                | Taipei 2017           |
| Taipei cinese | 4ª alla XXIX Universiade | Taipei 2017           |
| Thailandia    | 6ª alla XXIX Universiade | Taipei 2017           |
| Ucraina       | 3ª alla XXIX Universiade | Taipei 2017           |
| Ungheria      | Wild card                | Mosca 1973            |

## Torneo

### Fase a gironi
| Girone A   | Girone B | Girone C      | Girone D    |
| ---------- | -------- | ------------- | ----------- |
| Canada     | Brasile  | Argentina     | Giappone    |
| Messico    | Cina     | Svizzera      | Italia      |
| Russia     | Germania | Taipei cinese | Stati Uniti |
| Thailandia | Ucraina  | Ungheria      | Svizzera    |

#### Girone A

##### Risultati
| 5 luglio 2019 PalaTedeschi, Benevento Durata: ? - Spettatori: ? | Canada     | 3 - 0 | Messico    | 25-20, 25-14, 25-22        |
| 5 luglio 2019 PalaTedeschi, Benevento Durata: ? - Spettatori: ? | Thailandia | 0 - 3 | Russia     | 14-25, 15-25, 19-25        |
| 6 luglio 2019 PalaTedeschi, Benevento Durata: ? - Spettatori: ? | Messico    | 0 - 3 | Russia     | 8-25, 20-25, 16-25         |
| 6 luglio 2019 PalaTedeschi, Benevento Durata: ? - Spettatori: ? | Canada     | 3 - 0 | Thailandia | 28-26, 25-22, 25-16        |
| 7 luglio 2019 PalaTedeschi, Benevento Durata: ? - Spettatori: ? | Thailandia | 3 - 1 | Messico    | 25-17, 25-22, 23-25, 25-17 |
| 7 luglio 2019 PalaTedeschi, Benevento Durata: ? - Spettatori: ? | Russia     | 3 - 1 | Canada     | 25-17, 19-25, 25-21, 25-15 |

##### Classifica
| Pos | Squadra    | Pt | G | V | P | SV | SP | Ratio | PF  | PS  | Ratio |
| --- | ---------- | -- | - | - | - | -- | -- | ----- | --- | --- | ----- |
| 1   | Russia     | 9  | 3 | 3 | 0 | 9  | 1  | 9,000 | 244 | 170 | 1,435 |
| 2   | Canada     | 6  | 3 | 2 | 1 | 7  | 3  | 2,333 | 231 | 214 | 1,079 |
| 3   | Thailandia | 3  | 3 | 1 | 2 | 3  | 7  | 0,428 | 210 | 234 | 0,897 |
| 4   | Messico    | 0  | 3 | 0 | 3 | 1  | 9  | 0,111 | 181 | 248 | 0,729 |

#### Girone B

##### Risultati
| 5 luglio 2019 PalaCoscioni, Nocera Inferiore Durata: ? - Spettatori: ? | Germania | 3 - 1 | Ucraina  | 25-23, 25-22, 22-25, 25-23 |
| 5 luglio 2019 PalaCoscioni, Nocera Inferiore Durata: ? - Spettatori: ? | Brasile  | 3 - 0 | Cina     | 25-18, 25-19, 28-26        |
| 6 luglio 2019 PalaTedeschi, Benevento Durata: ? - Spettatori: ?        | Cina     | 3 - 1 | Ucraina  | 22-25, 25-17, 25-8, 25-17  |
| 6 luglio 2019 PalaTedeschi, Benevento Durata: ? - Spettatori: ?        | Brasile  | 3 - 1 | Germania | 28-26, 25-20, 20-25, 25-19 |
| 7 luglio 2019 PalaTedeschi, Benevento Durata: ? - Spettatori: ?        | Ucraina  | 0 - 3 | Brasile  | 22-25, 21-25, 12-25        |
| 7 luglio 2019 PalaTedeschi, Benevento Durata: ? - Spettatori: ?        | Germania | 3 - 1 | Cina     | 25-21, 25-22, 18-25, 25-17 |

##### Classifica
| Pos | Squadra  | Pt | G | V | P | SV | SP | Ratio | PF  | PS  | Ratio |
| --- | -------- | -- | - | - | - | -- | -- | ----- | --- | --- | ----- |
| 1   | Brasile  | 9  | 3 | 3 | 0 | 9  | 1  | 9,000 | 251 | 208 | 1,206 |
| 2   | Germania | 6  | 3 | 2 | 1 | 7  | 5  | 1,400 | 280 | 276 | 1,014 |
| 3   | Cina     | 3  | 3 | 1 | 2 | 4  | 7  | 0,571 | 245 | 238 | 1,029 |
| 4   | Ucraina  | 0  | 3 | 0 | 3 | 2  | 6  | 0,333 | 215 | 269 | 0,799 |

#### Girone C

##### Risultati
| 5 luglio 2019 PalaCoscioni, Nocera Inferiore Durata: ? - Spettatori: ?        | Taipei cinese | 3 - 1 | Argentina     | ?, 25-20, 18-25, 25-15           |
| 5 luglio 2019 PalaCoscioni, Nocera Inferiore Durata: ? - Spettatori: ?        | Rep. Ceca     | 2 - 3 | Ungheria      | 25-14, 19-25, 28-30, 26-24, 7-15 |
| 6 luglio 2019 Palazzetto dello Sport, Ariano Irpino Durata: ? - Spettatori: ? | Argentina     | 0 - 3 | Ungheria      | 20-25, 22-25, 19-25              |
| 6 luglio 2019 Palazzetto dello Sport, Ariano Irpino Durata: ? - Spettatori: ? | Taipei cinese | 2 - 3 | Rep. Ceca     | 25-17, 25-21, 23-25, 14-25, 9-15 |
| 7 luglio 2019 Palazzetto dello Sport, Ariano Irpino Durata: ? - Spettatori: ? | Rep. Ceca     | 3 - 1 | Argentina     | 25-23, 22-25, 25-21, 25-12       |
| 7 luglio 2019 Palazzetto dello Sport, Ariano Irpino Durata: ? - Spettatori: ? | Ungheria      | 3 - 1 | Taipei cinese | 25-15, 16-25, 25-19, 25-21       |

##### Classifica
| Pos | Squadra       | Pt | G | V | P | SV | SP | Ratio | PF  | PS  | Ratio |
| --- | ------------- | -- | - | - | - | -- | -- | ----- | --- | --- | ----- |
| 1   | Ungheria      | 8  | 3 | 3 | 0 | 9  | 3  | 3,000 | 274 | 246 | 1,113 |
| 2   | Rep. Ceca     | 6  | 3 | 2 | 1 | 8  | 6  | 1,333 | 305 | 285 | 1,070 |
| 3   | Taipei cinese | 4  | 3 | 1 | 2 | 6  | 7  | 0,857 | 270 | 269 | 1,003 |
| 4   | Argentina     | 0  | 3 | 0 | 3 | 2  | 9  | 0,222 | 217 | 266 | 0,815 |

#### Girone D

##### Risultati
| 5 luglio 2019 PalaSele, Eboli Durata: ? - Spettatori: ? | Svizzera    | 0 - 3 | Giappone    | 15-23, 14-25, 13-25        |
| 5 luglio 2019 PalaSele, Eboli Durata: ? - Spettatori: ? | Stati Uniti | 0 - 3 | Italia      | 19-25, 22-25, 23-25        |
| 6 luglio 2019 PalaSele, Eboli Durata: ? - Spettatori: ? | Stati Uniti | 3 - 0 | Svizzera    | 25-17, 25-15, 25-16        |
| 6 luglio 2019 PalaSele, Eboli Durata: ? - Spettatori: ? | Italia      | 1 - 3 | Giappone    | 21-25, 25-22, 24-26, 24-26 |
| 7 luglio 2019 PalaSele, Eboli Durata: ? - Spettatori: ? | Giappone    | 3 - 0 | Stati Uniti | 25-15, 25-18, 25-23        |
| 7 luglio 2019 PalaSele, Eboli Durata: ? - Spettatori: ? | Svizzera    | 0 - 3 | Italia      | 22-25, 19-25, 14-25        |

##### Classifica
| Pos | Squadra     | Pt | G | V | P | SV | SP | Ratio | PF  | PS  | Ratio |
| --- | ----------- | -- | - | - | - | -- | -- | ----- | --- | --- | ----- |
| 1   | Giappone    | 9  | 3 | 3 | 0 | 9  | 1  | 9,000 | 249 | 192 | 1,296 |
| 2   | Italia      | 6  | 3 | 2 | 1 | 7  | 3  | 2,333 | 244 | 218 | 1,119 |
| 3   | Stati Uniti | 3  | 3 | 1 | 2 | 3  | 6  | 0,500 | 195 | 198 | 0,984 |
| 4   | Svizzera    | 0  | 3 | 0 | 3 | 0  | 9  | 0,000 | 145 | 225 | 0,644 |

### Fase finale

#### Finali 1º e 3º posto
|  | Quarti    | Quarti   |          |          | Semifinali         | Semifinali         |  |  | Finale 1º/2º posto | Finale 1º/2º posto |
|  |           |          |          |          |                    |                    |  |  |                    |                    |
|  |           |          |          |          |                    |                    |  |  |                    |                    |
|  |           |          |          |          |                    |                    |  |  |                    |                    |
|  | Russia    | 3        |          |          |                    |                    |  |  |                    |                    |
|  | Russia    | 3        |          |          |                    |                    |  |  |                    |                    |
|  | Rep. Ceca | 0        |          |          |                    |                    |  |  |                    |                    |
|  | Rep. Ceca | 0        | Russia   | 3        |                    |                    |  |  |                    |                    |
|  |           |          | Russia   | 3        |                    |                    |  |  |                    |                    |
|  |           | Giappone | 1        |          |                    |                    |  |  |                    |                    |
|  | Giappone  | Giappone | 1        | 3        |                    |                    |  |  |                    |                    |
|  | Giappone  |          |          | 3        |                    |                    |  |  |                    |                    |
|  | Germania  | 0        |          |          |                    |                    |  |  |                    |                    |
|  | Germania  | 0        | Russia   | 3        |                    |                    |  |  |                    |                    |
|  |           |          | Russia   | 3        |                    |                    |  |  |                    |                    |
|  |           | Italia   | 1        |          |                    |                    |  |  |                    |                    |
|  | Ungheria  | Italia   | 1        | 3        |                    |                    |  |  |                    |                    |
|  | Ungheria  |          |          | 3        |                    |                    |  |  |                    |                    |
|  | Canada    | 0        |          |          |                    |                    |  |  |                    |                    |
|  | Canada    | 0        | Ungheria | 0        | Finale 3º/4º posto | Finale 3º/4º posto |  |  |                    |                    |
|  |           |          | Ungheria | 0        | Finale 3º/4º posto | Finale 3º/4º posto |  |  |                    |                    |
|  |           | Italia   | 3        |          |                    |                    |  |  |                    |                    |
|  | Brasile   | Italia   | 3        | 0        | Giappone           | 3                  |  |  |                    |                    |
|  | Brasile   |          |          | 0        | Giappone           | 3                  |  |  |                    |                    |
|  | Italia    | 3        |          | Ungheria | 2                  |                    |  |  |                    |                    |
|  | Italia    | 3        |          |          | 2                  |                    |  |  |                    |                    |
|  |           |          |          |          |                    |                    |  |  |                    |                    |
|  |           |          |          |          |                    |                    |  |  |                    |                    |

##### Quarti di finale
| 9 luglio 2019 PalaSele, Eboli Durata: ? - Spettatori: ?                | Russia   | 3 - 0 | Rep. Ceca | 27-25, 25-17, 25-16 |
| 9 luglio 2019 PalaSele, Eboli Durata: ? - Spettatori: ?                | Giappone | 3 - 0 | Germania  | 25-19, 25-22, 25-18 |
| 9 luglio 2019 PalaCoscioni, Nocera Inferiore Durata: ? - Spettatori: ? | Brasile  | 0 - 3 | Italia    | 20-25, 20-25, 19-25 |
| 9 luglio 2019 PalaCoscioni, Nocera Inferiore Durata: ? - Spettatori: ? | Ungheria | 3 - 0 | Canada    | 25-17, 25-13, 25-18 |

##### Semifinali
| 10 luglio 2019 PalaSele, Eboli Durata: ? - Spettatori: ? | Russia   | 3 - 1 | Giappone | 21-25, 26-24, 25-19, 25-21 |
| 10 luglio 2019 PalaSele, Eboli Durata: ? - Spettatori: ? | Ungheria | 0 - 3 | Italia   | 15-25, 16-25, 16-25        |

##### Finale 3º posto
| 12 luglio 2019 PalaSele, Eboli Durata: ? - Spettatori: ? | Giappone | 3 - 2 | Ungheria | 25-19, 25-20, 20-25, 18-25, 15-10 |

##### Finale
| 12 luglio 2019 PalaSele, Eboli Durata: ? - Spettatori: ? | Russia | 3 - 1 | Italia | 25-21, 15-25, 26-24, 25-18 |

#### Finali 5º e 7º posto
|  | Semifinali | Semifinali | Semifinali |         |          | Finale 5º posto | Finale 5º posto | Finale 5º posto |  |
|  |            |            |            |         |          |                 |                 |                 |  |
|  | Rep. Ceca  | Rep. Ceca  | 2          |         |          |                 |                 |                 |  |
|  | Rep. Ceca  | Rep. Ceca  | 2          |         |          |                 |                 |                 |  |
|  | Germania   | Germania   | 3          |         |          |                 |                 |                 |  |
|  | Germania   | Germania   | 3          |         | Germania | Germania        | 3               |                 |  |
|  |            |            |            |         | Germania | Germania        | 3               |                 |  |
|  |            |            | Brasile    | Brasile | 1        |                 |                 |                 |  |
|  | Canada     | Canada     | Brasile    | Brasile | 1        | 1               |                 |                 |  |
|  | Canada     | Canada     |            |         |          | 1               |                 |                 |  |
|  | Brasile    | Brasile    | 3          |         |          | Finale 7º posto | Finale 7º posto | Finale 7º posto |  |
|  | Brasile    | Brasile    | 3          |         |          |                 |                 |                 |  |
|  |            |            |            |         |          |                 |                 |                 |  |
|  |            |            |            |         |          | Rep. Ceca       | Rep. Ceca       | 3               |  |
|  |            |            |            |         |          | Rep. Ceca       | Rep. Ceca       | 3               |  |
|  |            |            |            |         |          | Canada          | Canada          | 0               |  |

##### Semifinali
| 10 luglio 2019 PalaSele, Eboli Durata: ? - Spettatori: ? | Rep. Ceca | 2 - 3 | Germania | 25-23, 25-20, 18-25, 13-25, 19-21 |
| 10 luglio 2019 PalaSele, Eboli Durata: ? - Spettatori: ? | Canada    | 1 - 3 | Brasile  | 25-19, 17-25, 23-25, 19-25        |

##### Finale 7º posto
| 11 luglio 2019 PalaCoscioni, Nocera Inferiore Durata: ? - Spettatori: ? | Rep. Ceca | 3 - 0 | Canada | 25-16, 25-16, 25-16 |

##### Finale 5º posto
| 11 luglio 2019 PalaCoscioni, Nocera Inferiore Durata: ? - Spettatori: ? | Germania | 3 - 1 | Brasile | 25-20, 20-25, 25-21, 25-9 |

#### Finali 9º e 11º posto
|  | Quarti        | Quarti      |               |               | Semifinali           | Semifinali           |  |  | Finale 9º/10º posto | Finale 9º/10º posto |
|  |               |             |               |               |                      |                      |  |  |                     |                     |
|  |               |             |               |               |                      |                      |  |  |                     |                     |
|  |               |             |               |               |                      |                      |  |  |                     |                     |
|  | Thailandia    | 1           |               |               |                      |                      |  |  |                     |                     |
|  | Thailandia    | 1           |               |               |                      |                      |  |  |                     |                     |
|  | Argentina     | 3           |               |               |                      |                      |  |  |                     |                     |
|  | Argentina     | 3           | Argentina     | 1             |                      |                      |  |  |                     |                     |
|  |               |             | Argentina     | 1             |                      |                      |  |  |                     |                     |
|  |               | Stati Uniti | 3             |               |                      |                      |  |  |                     |                     |
|  | Stati Uniti   | Stati Uniti | 3             | 3             |                      |                      |  |  |                     |                     |
|  | Stati Uniti   |             |               | 3             |                      |                      |  |  |                     |                     |
|  | Ucraina       | 1           |               |               |                      |                      |  |  |                     |                     |
|  | Ucraina       | 1           | Stati Uniti   | 3             |                      |                      |  |  |                     |                     |
|  |               |             | Stati Uniti   | 3             |                      |                      |  |  |                     |                     |
|  |               | Svizzera    | 0             |               |                      |                      |  |  |                     |                     |
|  | Taipei cinese | Svizzera    | 0             | 0             |                      |                      |  |  |                     |                     |
|  | Taipei cinese |             |               | 0             |                      |                      |  |  |                     |                     |
|  | Messico       | 3           |               |               |                      |                      |  |  |                     |                     |
|  | Messico       | 3           | Taipei cinese | 0             | Finale 11º/12º posto | Finale 11º/12º posto |  |  |                     |                     |
|  |               |             | Taipei cinese | 0             | Finale 11º/12º posto | Finale 11º/12º posto |  |  |                     |                     |
|  |               | Svizzera    | 3             |               |                      |                      |  |  |                     |                     |
|  | Cina          | Svizzera    | 3             | 2             | Argentina            | 3                    |  |  |                     |                     |
|  | Cina          |             |               | 2             | Argentina            | 3                    |  |  |                     |                     |
|  | Svizzera      | 3           |               | Taipei cinese | 1                    |                      |  |  |                     |                     |
|  | Svizzera      | 3           |               |               | 1                    |                      |  |  |                     |                     |
|  |               |             |               |               |                      |                      |  |  |                     |                     |
|  |               |             |               |               |                      |                      |  |  |                     |                     |

##### Quarti di finale
| 9 luglio 2019 PalaCoscioni, Nocera Inferiore Durata: ? - Spettatori: ? | Thailandia    | 1 - 3 | Argentina | 21-25, 25-22, 19-25, 17-25       |
| 9 luglio 2019 PalaCoscioni, Nocera Inferiore Durata: ? - Spettatori: ? | Stati Uniti   | 3 - 1 | Ucraina   | 24-26, 25-22, 25-17, 25-18       |
| 9 luglio 2019 PalaTedeschi, Benevento Durata: ? - Spettatori: ?        | Cina          | 2 - 3 | Svizzera  | 19-25, 25-19, 23-25, 25-19, 9-15 |
| 9 luglio 2019 PalaTedeschi, Benevento Durata: ? - Spettatori: ?        | Taipei cinese | 3 - 0 | Messico   | 25-21, 25-19, 25-14              |

##### Semifinali
| 10 luglio 2019 PalaCoscioni, Nocera Inferiore Durata: ? - Spettatori: ? | Argentina     | 1 - 3 | Stati Uniti | 28-26, 18-25, 20-25, 22-25 |
| 10 luglio 2019 PalaCoscioni, Nocera Inferiore Durata: ? - Spettatori: ? | Taipei cinese | 0 - 3 | Svizzera    | 23-25, 21-25, 19-25        |

##### Finale 11º posto
| 11 luglio 2019 PalaCoscioni, Nocera Inferiore Durata: ? - Spettatori: ? | Argentina | 3 - 1 | Taipei cinese | 19-25, 25-15, 25-21, 25-20 |

##### Finale 9º posto
| 11 luglio 2019 PalaCoscioni, Nocera Inferiore Durata: ? - Spettatori: ? | Stati Uniti | 3 - 0 | Svizzera | 25-21, 25-20, 25-9 |

#### Finali 13º e 15º posto
|  | Semifinali | Semifinali | Semifinali |      |         | Finale 13º posto | Finale 13º posto | Finale 13º posto |  |
|  |            |            |            |      |         |                  |                  |                  |  |
|  | Thailandia | Thailandia | 2          |      |         |                  |                  |                  |  |
|  | Thailandia | Thailandia | 2          |      |         |                  |                  |                  |  |
|  | Ucraina    | Ucraina    | 3          |      |         |                  |                  |                  |  |
|  | Ucraina    | Ucraina    | 3          |      | Ucraina | Ucraina          | 0                |                  |  |
|  |            |            |            |      | Ucraina | Ucraina          | 0                |                  |  |
|  |            |            | Cina       | Cina | 3       |                  |                  |                  |  |
|  | Messico    | Messico    | Cina       | Cina | 3       | 1                |                  |                  |  |
|  | Messico    | Messico    |            |      |         | 1                |                  |                  |  |
|  | Cina       | Cina       | 3          |      |         | Finale 15º posto | Finale 15º posto | Finale 15º posto |  |
|  | Cina       | Cina       | 3          |      |         |                  |                  |                  |  |
|  |            |            |            |      |         |                  |                  |                  |  |
|  |            |            |            |      |         | Thailandia       | Thailandia       | 3                |  |
|  |            |            |            |      |         | Thailandia       | Thailandia       | 3                |  |
|  |            |            |            |      |         | Messico          | Messico          | 0                |  |

##### Semifinali
| 10 luglio 2019 PalaCoscioni, Nocera Inferiore Durata: ? - Spettatori: ? | Thailandia | 2 - 3 | Ucraina | 21-25, 25-21, 14-25, 25-16, 13-15 |
| 10 luglio 2019 PalaCoscioni, Nocera Inferiore Durata: ? - Spettatori: ? | Messico    | 1 - 3 | Cina    | 22-25, 14-25, 26-24, 13-25        |

##### Finale 15º posto
| 11 luglio 2019 Palazzetto dello Sport, Ariano Irpino Durata: ? - Spettatori: ? | Thailandia | 3 - 0 | Messico | 25-22, 25-18, 25-22 |

##### Finale 13º posto
| 11 luglio 2019 Palazzetto dello Sport, Ariano Irpino Durata: ? - Spettatori: ? | Ucraina | 0 - 3 | Cina | 22-25, 22-25, 18-25 |

## Podio

### Campione
Formazione: 2 Ksenija Smirnova, 4 Angelina Sperskaite, 5 Anastasia Stalnaya, 6 Kristina Kurnosova, 7 Valerija Zaytseva, 9 Viktrorija Russu, 10 Ekaterina Evdokimova, 11 Elena Novik, 12 Dar'ja Ryseva, 14 Anna Lazareva, 15 Ol'ga Zubareva, 16  Maria Vorobyeva, CT: Andrej Voronkov

### Secondo posto
Formazione: 2 Beatrice Molinaro, 3 Carlotta Cambi, 4 Francesca Bosio, 5 Francesca Napodano, 7 Beatrice Berti, 8 Anna Nicoletti, 9 Francesca Villani, 10 Chiara De Bortoli, 12 Giulia Angelina, 13 Elena Perinelli, 14 Alexandra Botezat, 15 Sylvia Nwakalor, CT: Marco Paglialunga

### Terzo posto
Formazione: 1 Arisa Noue, 2 Ayaka Sugi, 3 Yuka Sawada, 4 Chinami Furuya, 5 Riho Sadakane, 6 Minami Takaso, 7 Mayu Oikawa, 8 Saki Tanaka, 9 Tamaki Matsui, 10 Mami Yokota, 11 Mikoto Shima, 12 Yuka Ikeya, CT: Ken Nemoto

## Classifica finale
| Pos | Squadra       |
| --- | ------------- |
|     | Russia        |
|     | Italia        |
|     | Giappone      |
| 4   | Ungheria      |
| 5   | Germania      |
| 6   | Brasile       |
| 7   | Rep. Ceca     |
| 8   | Canada        |
| 9   | Stati Uniti   |
| 10  | Svizzera      |
| 11  | Argentina     |
| 12  | Taipei cinese |
| 13  | Cina          |
| 14  | Ucraina       |
| 15  | Thailandia    |
| 16  | Messico       |